# Hermanas de la Caridad de San Luis
La Congregación de Hermanas de la Caridad de San Luis (oficialmente en latín: Congregatio Sororum Caritatis Sancti Ludovici) es una congregación religiosa católica femenina, de vida apostólica y de derecho pontificio, fundada en 1803 por la religiosa francesa Marie-Louise de Lamoignon, en Vannes. A las religiosas de este instituto se les conoce también como hermanas de San Luis y posponen a sus nombres las siglas S.C.S.L.

## Historia
La congregación fue fundada en Vannes, Francia, por Marie-Louise de Lamoignon el 25 de mayo de 1803, para la educación de niños pobres. Para tal empresa recibió la ayuda del clérigo Antoine Xavier Mayneaud de Pancemont, de la Compañía de Sacerdotes de San Sulpicio.
El instituto recibió la aprobación como congregación religiosa de derecho diocesano en 1805, de parte de Pierre-Ferdinand de Bausset-Roquefort, obispo de Vannes. El papa Gregorio XVI elevó el instituto a congregación religiosa de derecho pontificio, mediante decretum laudis del 24 de abril de 1816.

## Organización
La Congregación de Hermanas de la Caridad de San Luis es un instituto religioso de derecho pontificio y centralizado, cuyo gobierno es ejercido por una superiora general. La sede central se encuentra en Montreal (Canadá).
Las hermanas de San Luis viven según el modelo de vida establecido en sus propias constituciones, su espiritualidad está enmarcada en Escuela francesa de espiritualidad y se dedican a la educación y la asistencia de los enfermos y ancianos. En 2017, el instituto contaba con 540 religiosas y 69 comunidades, presentes en Canadá, Francia (incluida la isla de Martinica en el Caribe), Estados Unidos, Haití, Madagascar, Mali, México, Reino Unido y Senegal.